# نیسان پولسار جی‌تی‌آی-آر

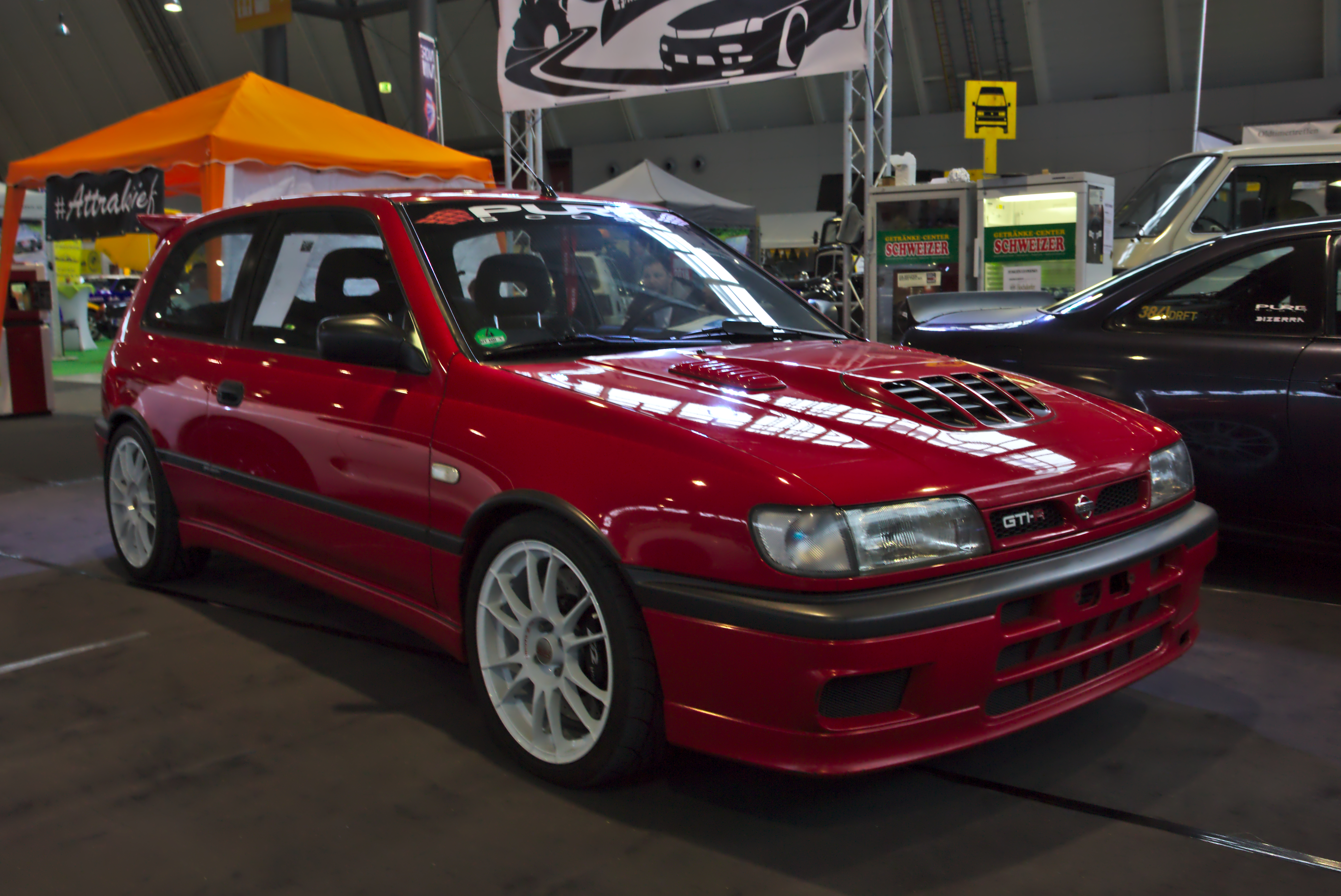

نیسان پولسار جی‌تی‌آی-آر (Nissan Pulsar GTI-R) خودرویی است که در سال‌های ۱۹۹۰ تا ۱۹۹۴تولید شده‌است. طراحی آن خودروهای موتور جلو-چهار چرخ متحرک بوده است. 
موتور آن ۲۳۰ سی‌سی سیستم جعبه‌دندهٔ آن ۵ دنده به صورت دستی است.